# Fritz Gansberg
Friedrich (Fritz) Gansberg (* 9. April 1871 in Bremen; † 12. Februar 1950 in Bremen) war ein deutscher Schriftsteller, Volksschullehrer und Reformpädagoge. Er forderte in der Schule mehr künstlerische Darbietung und Verkindlichung sowie weniger Wissenschaftelei und mehr Verheimatlichung und somit den Kampf gegen die Tradition und für die Zuwendung zu einem neuen Verständnis von Kind und Unterricht.

## Biografie

### Familie
Gansberg wurde als zweitjüngstes Kind der Eheleute Friedrich und Elisabeth Gansberg geboren. Der Vater war Hausmeister in einer großen Tabakfirma. Es gelang ihm 1891, vom lohnabhängigen Arbeiter in eine andere Gesellschaftsschicht aufzusteigen, als er Inhaber eines Lebensmittelgeschäfts wurde. Die Mutter starb bei der Geburt des siebten Kindes. Aus einer zweiten Ehe des Vaters gingen weitere fünf Kinder hervor. Gansberg wuchs in einem strengen und sparsamen, aber auch bildungsbewussten und strebsamen Elternhaus auf. Während seine Brüder nach dem Vorbild des Vaters einen Kaufmannsberuf ergriffen, war es der Wunsch des in sich gekehrten, zuweilen verträumt wirkenden Fritz, Lehrer zu werden.

### Ausbildung und Beruf
Gansberg besuchte die Volksschule und wurde 1885–1890 auf dem Bremer Lehrerseminar, welches nur hochbegabte Volksschüler aufnahm, gemeinsam mit Heinrich Scharrelmann, unter Georg Credner ausgebildet. Aufgrund der Mängel und Enttäuschungen des Ausbildungswesens suchte er zu Beginn seiner beruflichen Tätigkeit nach neuen pädagogischen Wegen. Ab 1890 unterrichtete Gansberg zwei Jahrzehnte lang in der Volksschule an der Birkenstraße. Durch seine ruhige, stets freundliche und besonnene Art, seine lebendige Unterrichtsgestaltung, seine Geduld, seinen Zuspruch und sein Einfühlungsvermögen errang er recht bald die Achtung seiner Kollegen und Vorgesetzten, aber besonders die Verehrung seiner Schüler. Da Gansberg ledig war und er seinen Beruf als Berufung empfand, widmete er der pädagogischen Tätigkeit und den Kindern sein ganzes Leben.
Zu Beginn des Ersten Weltkriegs 1914 wurde er Soldat und als Lehrer in Lettland eingesetzt. Nach dem Krieg unterrichtete er an verschiedenen Schulen in Bremen. Gansberg blieb Volksschullehrer aus Überzeugung und lehnte folglich 1919 das Angebot zur Gründung einer Versuchsschule ab. Dennoch hielt er weiter Vorträge und veröffentlichte Aufsätze und Bücher.

### Nach 1933
Die für ihn schwerste Zeit begann mit dem Nationalsozialismus, wo Fibeln und Bücher umgestaltet werden mussten und pädagogische Publikationen sinnlos erschienen. 1936 wurde er schließlich in den Ruhestand versetzt. Während der NS-Zeit beschränkte sich Gansberg vorwiegend auf die rein fachbezogene Schulbucharbeit und hoffte auf das baldige Wiederkehren der Demokratie. Während der Bombenangriffe flüchtete er nach Fallingbostel. Dort litt er aber sehr unter der räumlichen Trennung von seiner Heimatstadt, wo er nach zahlreichen Versuchen auch keine Wohnung mehr fand.
Seine Gesundheit war in den letzten Lebensjahren stark angegriffen und auch das Pendeln von Fallingbostel nach Bremen, der Kampf mit der Schulbehörde um Anerkennung seines Lebenswerkes, sowie die Enttäuschung über die neue Lehrergeneration hinterließen Spuren bei Gansberg, bis er schließlich am 12. Februar 1950 nach kurzer Krankheit einem Herzschlag erlag.

## Pädagogik
Gansberg wollte mit seiner Pädagogik mehr das Gemüt als den Intellekt bilden, indem schöpferische Kräfte geweckt, entfaltet und lebendig gehalten werden sollen. Er war davon überzeugt, dass die Selbsttätigkeit des Gemüts und das innere Erleben durch einen vortragend-darstellenden Unterricht in Bewegung gebracht werden.
Seine reformpädagogischen Konzeptionen, die er in der Demokratischen Pädagogik festgehalten hat, sind getragen von der verantwortungsbewussten Liebe zum Kind. Für ihn ist Interesse die Grundlage von Unterricht, der mit der Produktivität als Ziel und individueller Selbstverwirklichung sowie Arbeitsfreude und Selbsttätigkeit einhergeht. Bei Kindern kann man Interesse durch entsprechende Unterrichtsangebote wecken und fördern.
Gansbergs Unterricht ist sowohl methodisch als auch inhaltlich auf dieses kindliche Interesse, welches als Gefühlslage im Menschen ruht und vom Lehrer aufgespürt werden muss, abgestellt. Über die Aktivierung der Gefühle sollen Lerninhalte Eingang in das Seelenleben des Schülers finden. Die eigentliche Unterrichtsarbeit des planmäßigen Erinnerns soll mittels der Phantasie zum Verstandeswissen werden.
Neben dem individuellen Bildungsziel, menschliches Dasein lebenswerter zu machen, verfolgt Gansberg das Ziel einer gesellschaftlichen Demokratisierung, denn der Mensch soll eigenverantwortlich wirken können. Statt Gehorsamsforderung und Wissensansammlung soll eine Erziehung zu kritischer Selbstverantwortung und Urteilskraft erfolgen. Er setzt Vertrauen in das Vermögen des Einzelnen, moralisch selbständig zu urteilen und zu handeln.
Wichtig für Gansberg war außerdem die Nähe zur Natur, da er der Meinung war, dass diese den Großstadtkindern verloren geht. Durch die tiefgründige Behandlung der Heimatkunde im Unterricht, wollte er diesem Problem entgegenwirken.
„Wer nicht im tiefsten Innern an diese Welt glaubt, der kann sich nicht schöpferisch in ihr betätigen.“
Dieser Glaube an einen positiven Sinn dieser Welt, der Gansberg auch in den trübsten Stunden die Hoffnung nicht aufgeben ließ, war die Basis seines Lebenswerkes.

## Ehrungen
- Die Fritz-Gansberg-Straße in Bremen-Schwachhausen wurde nach ihm benannt.
- Die Schule an der Fritz-Gansberg-Straße und der Fritz-Gansberg-Kindergarten in Bremen-Schwachhausen tragen seinen Namen
- Die Fritz-Gansberg-Schule in Wiesbaden erhielt seinen Namen.
- Der Gansbergsteig in Berlin-Gropiusstadt wurde nach ihm benannt.

## Werke
- Plauderstunden. Schilderungen für den ersten Unterricht. 1902
- Bei uns zu Haus. Eine Fibel für kleine Stadtleute. 1905[1]
- Fibelfreud und Fibelleid – Eine Begleitschrift zu der Fibel für Stadtkinder Bei uns zu Haus. 1905
- Schaffensfreude – Anregungen zur Belebung des Unterrichts. 1907 (2. Auflage)
- Streifzüge durch die Welt der Großstadtkinder. Ein Lesebuch für Schule und Haus. 1907
- Aus der Urgeschichte der Menschen. Wanderungen durch Heimat und Wildnis. 1908
- Produktive Arbeit – Beiträge zu einer neuen Pädagogik. 1909
- Demokratische Pädagogik. Ein Weckruf zur Selbstbetätigung im Unterricht. 1911
- Schaffensfreude. Anregungen zur Belebung des Unterrichts. 1912
- Wie wir die Welt begreifen – Eine Anleitung zu denkendem Sprachunterricht. 1913
- Der freie Aufsatz. Seine Grundlagen und seine Möglichkeiten. Ein fröhliches Lehr- und Lesebuch. 1914/1922
- Grundlinien der Schulorganisation im neuen Volksstaat – Ein Vortrag vor der Bremischen Lehrerschaft im März 1919 gehalten. 1920
- Wie wir die Welt begreifen – eine Anleitung zu denkendem Sprachunterricht. 1920
- Bei uns Zuhaus – Eine Fibel für kleine Stadtleute. 1924
- Die Abenteuer des Simplizissimus – Mit den 18 Bildern der „großen Kriegsübel“. 1924
- Heimatkunde in Erzählungen – Die Unterrichtsbücher von Fritz Gansberg, Band 1. 1925
- Abenteuer in fernen Ländern. Geschichten aus der Erdkunde nach berühmten Erzählern. 1933
- Deutschland in Geschichten und Lebensbildern – 1. Teil: Süd- und Mitteldeutschland. 19??
- Deutschland in Geschichten und Lebensbildern – 2. Teil: Norddeutschland. 1937
- Hundert Geschichten vom kleinen Helmut – 1. Teil. um 1940
- Unsere Muttersprache – Ein heimatliches Übungsbuch für den deutschen Unterricht. 1941
- Der Richtungszeiger – Ein Ratgeber im Deutschunterricht insbesondere beim Gebrauch der Arbeitshefte unsere Muttersprache. 1943–1945
- Roland, Monatszeitschrift für freiheitliche Pädagogik:  Mitherausgeber zusammen mit Heinrich Scharrelmann